# Адровићи
Адровићи су насељено мјесто у општини Вишеград, Република Српска, БиХ.

## Историја
У попису 1991. се помињу као Хадровићи.

## Становништво
По последњем службеном попису становништва из 1991. године, насеље Адровићи су имали 14 становника. Сви становници су били Срби.
| Демографија | Демографија | Демографија |
| Година      | Становника  | Становника  |
| ----------- | ----------- | ----------- |
| 1991.       | 14          |             |